# Jugoslovanska radiotelevizija
Jugoslovanska radiotelevizija s kratico JRT je bila narodni javni radio-televizijski sistem v SFR Jugoslaviji. Sestavljalo ga je osem pod-nacionalnih radijskih in televizijskih centrov, pri čemer je imela vsaka izmed federativnih republik po enega, prav tako pa tudi obe avtonomni pokrajini. 
Začetki skupne medijske mreže nekdanje jugoslavije segajo v leto 1958, ko so bile vzpostavljene tehnične povezave med televizijskimi studii v Zagrebu, Ljubljani in Beogradu. Skupni program teh treh studiev se je začel 28. novembra 1958, pri čemer je beograjski studio pripravljal 40 % programa (pripravljal je tudi osrednjo informativno oddajo), zagrebški in ljubljanski studio pa sta pripravljala po 30 % programa.
Postopno so se pridružili še ostali studii posameznih federativnih republik, vsak televizijski center je neodvisno ustvarjal svoj lastni program, nekateri izmed njih so delovali na več kanalih. Sistem JRT je prenehal delovati med razpadom Jugoslavije v začetku 90-ih let dvajsetega stoletja, ko so skoraj vse republike postale samostojne države. Kot rezultat so nekoč podnacionalni radiotelevizijski centri postali javni RTV distributerji v novoustanovljenih neodvisnih državah, s spremenjenimi imeni:
| Federativna republic    | Sedež     | Ustanovljena kot | Ustanovitev | Današnji distributer                                                                     |
| ----------------------- | --------- | ---------------- | ----------- | ---------------------------------------------------------------------------------------- |
| SR Bosna in Hercegovina | Sarajevo  | RTV Sarajevo     | 1969        | Radiotelevizija Bosna in Hercegovina (BHRT)                                              |
| SR Hrvaška              | Zagreb    | RTV Zagreb       | 1956        | Hrvaška radiotelevizija (HRT)                                                            |
| SR Makedonija           | Skopje    | RTV Skopje       | 1964        | Makedonska radiotelevizija (MRT)                                                         |
| SR Črna gora            | Titograd  | RTV Titograd     | 1971        | Radiotelevizija Crna Gora (RTCG)                                                         |
| SR Srbija               | Beograd   | RTV Beograd      | 1958        | Radiotelevizija Srbija (RTS)                                                             |
| SR Slovenija            | Ljubljana | RTV Ljubljana    | 1958        | Radiotelevizija Slovenija (RTVSLO)                                                       |
| SAP Kosovo              | Priština  | RTV Priština     | 1975        | Radiotelevizija Kosovo (RTK) (RTV Priština še vedno obstaja, vendar ne prenaša programa) |
| SAP Vojvodina           | Novi Sad  | RTV Novi Sad     | 1975        | Radiotelevizija Vojvodina (RTV)                                                          |

JRT je bila ena izmed ustanovnih članic Evropske radiodifuzne zveze, pri čemer je bila SFR Jugoslavija edina socialistična država med ustanovnimi članicami. Med drugim je JRT organizirala Jugoslovansko tekmovanje za Evrovizijsko popevko in prenašala tovrstne prireditve vsemu jugoslovanskemu občinstvu. TV Dnevnik televizije JRT je bil prenašan na preko vseh osmih televizijskih programov podnacionalnih operaterjev, ki se danes nahajajo v sedmih neodvisnih državah.
Letnice nastanka posameznih televizijskih postaj, članic JRT:
- 1956. Zagreb 1
- 1958. Beograd 1
- 1958. Ljubljana 1
- 1964. Skopje 1
- 1969. Sarajevo 1
- 1970. Ljubljana 2
- 1971. Koper- Capodistria
- 1971. Titograd
- 1971. Beograd 2
- 1972. Zagreb 2
- 1975. Novi Sad
- 1975. Pristina
- 1977. Sarajevo 2
- 1978. Skopje 2
- 1979. Split (ukinjeno lets 1980 ob odločitvi TV Zagreb)
- 1986. Zagreb 3
- 1989. Beograd 3
- 1989. 3P Novi Sad (deljeno s programom Beograd 3)
- 1989. Sarajevo 3
- 1991. Novi Sad Plus